# Mauricio Garrido
Mauricio Garrido (* 30. Mai 1996) ist ein peruanischer Hürdenläufer, der sich auf die 110-Meter-Distanz spezialisiert hat und gelegentlich auch im Sprint an den Start geht.

## Sportliche Laufbahn
Erste internationale Erfahrungen sammelte Mauricio Garrido im Jahr 2015, als er bei den Juniorensüdamerikameisterschaften in Cuenca in 14,46 s den fünften Platz über 110 m Hürden belegte und im 200-Meter-Lauf mit 22,65 s in der Vorrunde ausschied. Zudem gewann er mit der peruanischen 4-mal-400-Meter-Staffel in 3:16,92 min die Bronzemedaille. Anschließend schied er bei den Panamerikanischen Juniorenmeisterschaften im kanadischen Edmonton mit 14,69 s im Vorlauf aus. Im Jahr darauf gewann er be den U23-Südamerikameisterschaften in Lima in 14,45 s die Bronzemedaille hinter dem Brasilianer Gabriel Constantino und Juan Carlos Moreno aus Kolumbien. Über 200 m schied er mit 22,68 s in der ersten Runde aus und im 4-mal-100-Meter-Staffelbewerb belegte er in 42,27 s den fünften Platz. 2018 nahm er an den Südamerikaspielen in Cochabamba teil und gelangte dort im Hürdensprint bis ins Finale, verzichtete dort aber auf ein Antreten. Anschließend klassierte er sich bei den U23-Südamerikameisterschaften in Cuenca mit 14,36 s auf dem fünften Platz und erreichte auch mit der 4-mal-100-Meter-Staffel nach 42,52 s Rang fünf. 
2019 wurde er bei den Südamerikameisterschaften in Lima über 110 m Hürden disqualifiziert, belegte in der 4-mal-100-Meter-Staffel in 40,97 s den fünften Platz und wurde in der 4-mal-400-Meter-Staffel in 3:14,28 min Vierter. Anschließend wurde er bei den Panamerikanischen Spielen ebendort über 200 m disqualifiziert und gelangte nach 41,19 s auf Rang neun in der 4-mal-100-Meter-Staffel. 2022 gelangte er bei den Hallensüdamerikameisterschaften in Cochabamba mit 7,87 s auf Rang vier im 60-Meter-Lauf. Im Juli belegte er bei den Juegos Bolivarianos in Valledupar in 14,18 s den vierten Platz über 110 m Hürden und gelangte mit der 4-mal-100-Meter-Staffel mit 41,44 s auf Rang sechs. Im Jahr darauf wurde er bei den Südamerikameisterschaften in São Paulo im Finale disqualifiziert.
In den Jahren 2018 und 2019 sowie 2022 und 2023 wurde Garrido peruanischer Meister im 110-Meter-Hürdenlauf sowie 2018 auch über 200 Meter.

## Persönliche Bestleistungen
- 200 Meter: 21,87 s (0,0 m/s), 14. April 2019 in Cuenca
- 110 m Hürden: 14,03 s (+0,6 m/s), 22. Juni 2019 in Cali
  - 60 m Hürden (Halle): 7,87 s, 20. Februar 2022 in Cochabamba (peruanischer Rekord)